# Margariscus margarita
Margariscus margarita es una especie de peces de la familia de los
Cyprinidae en el orden de los Cypriniformes.

## Morfología
Los machos pueden alcanzar los 16 cm de longitud total.

## Alimentación
Come copépodos, Cladoceras, quironómidos, escarabajos y algas.

## Hábitat
Es un pez de agua dulce y de clima subtropical.

## Distribución geográfica
Se encuentran en Norteamérica.